# Река (Кладово)
Река је насеље у Србији у општини Кладово у Борском округу. Према попису из 2022. у насељу је било 196 становника (према попису из 2011. било је 203 становника, према попису из 2002. било је 278 становника).

## Демографија
Према последњем попису из 2022. године у насељу је живело 196 становника што је за 7 мање у односу на 2011. када је на попису било 203 становника. У насељу живи 170 пунолетних становника, а просечна старост становништва износи 48,96 година (47,24 код мушкараца и 50,68 код жена).
Према подацима пописа из 2022. у насељу има 78 домаћинства, а просечан број чланова по домаћинству је 2,51. а према истом попису у насељу има 173 стамбених јединица од којих је 101 насељених.
Ово насеље је великим делом насељено Србима (према попису из 2002. године), а у последња три пописа, примећен је пад у броју становника.
|  |

| Демографија | Демографија | Демографија |
| Година      | Становника  | Становника  |
| ----------- | ----------- | ----------- |
| 1948.       | 609         |             |
| 1953.       | 643         |             |
| 1961.       | 694         |             |
| 1971.       | 603         |             |
| 1981.       | 529         |             |
| 1991.       | 438         | 339         |
| 2002.       | 278         | 412         |
| 2011.       | 203         |             |
| 2022.       | 196         |             |

| Етнички састав према попису из 2002.‍ | Етнички састав према попису из 2002.‍ | Етнички састав према попису из 2002.‍ | Етнички састав према попису из 2002.‍ | Етнички састав према попису из 2002.‍ |
| ------------------------------------ | ------------------------------------ | ------------------------------------ | ------------------------------------ | ------------------------------------ |
|                                      |                                      |                                      |                                      |                                      |
| Срби                                 | Срби                                 |                                      | 269                                  | 96,76%                               |
| Румуни                               | Румуни                               |                                      | 5                                    | 1,79%                                |
| Власи                                | Власи                                |                                      | 4                                    | 1,43%                                |
| непознато                            | непознато                            |                                      | 0                                    | 0,0%                                 |

| Година пописа     | 1948. | 1953. | 1961. | 1971. | 1981. | 1991. | 2002. |
| ----------------- | ----- | ----- | ----- | ----- | ----- | ----- | ----- |
| Број домаћинстава | 127   | 137   | 154   | 145   | 128   | 117   | 100   |

| Број чланова      | 1  | 2  | 3 | 4  | 5 | 6 | 7 | 8 | 9 | 10 и више | Просек |
| ----------------- | -- | -- | - | -- | - | - | - | - | - | --------- | ------ |
| Број домаћинстава | 25 | 34 | 9 | 15 | 8 | 7 | 0 | 2 | 0 | 0         | 2,78   |

| Пол    | Укупно | Неожењен/Неудата | Ожењен/Удата | Удовац/Удовица | Разведен/Разведена | Непознато |
| ------ | ------ | ---------------- | ------------ | -------------- | ------------------ | --------- |
| Мушки  | 115    | 24               | 76           | 9              | 5                  | 1         |
| Женски | 121    | 9                | 75           | 31             | 6                  | 0         |
| УКУПНО | 236    | 33               | 151          | 40             | 11                 | 1         |

| Пол    | Укупно                    | Пољопривреда, лов и шумарство | Рибарство                            | Вађење руде и камена | Прерађивачка индустрија       |
| ------ | ------------------------- | ----------------------------- | ------------------------------------ | -------------------- | ----------------------------- |
| Мушки  | 76                        | 66                            | 0                                    | 0                    | 1                             |
| Женски | 43                        | 41                            | 0                                    | 0                    | 0                             |
| УКУПНО | 119                       | 107                           | 0                                    | 0                    | 1                             |
| Пол    | Производња и снабдевање   | Грађевинарство                | Трговина                             | Хотели и ресторани   | Саобраћај, складиштење и везе |
| Мушки  | 0                         | 0                             | 1                                    | 0                    | 1                             |
| Женски | 0                         | 0                             | 0                                    | 0                    | 0                             |
| УКУПНО | 0                         | 0                             | 1                                    | 0                    | 1                             |
| Пол    | Финансијско посредовање   | Некретнине                    | Државна управа и одбрана             | Образовање           | Здравствени и социјални рад   |
| Мушки  | 0                         | 0                             | 2                                    | 3                    | 0                             |
| Женски | 0                         | 0                             | 0                                    | 2                    | 0                             |
| УКУПНО | 0                         | 0                             | 2                                    | 5                    | 0                             |
| Пол    | Остале услужне активности | Приватна домаћинства          | Екстериторијалне организације и тела | Непознато            | Непознато                     |
| Мушки  | 0                         | 0                             | 0                                    | 2                    | 2                             |
| Женски | 0                         | 0                             | 0                                    | 0                    | 0                             |
| УКУПНО | 0                         | 0                             | 0                                    | 2                    | 2                             |